# Best Hits Live
Albums de SPEED
Bridge
(27 nov. 2003) 4 Colors
(14 nov. 2012)
Compilations par SPEED
Speedland
(5 août 2009)
Best Hits Live (écrit en capitales : BEST HITS LIVE), sous-titré Save the Children - Speed Live 2003, est le deuxième album live de SPEED, présenté comme une compilation contenant la plupart de ses tubes enregistrés lors d'un concert de charité en 2003.

## Présentation
L'album, produit par Hiromasa Ijichi, sort le 11 février 2004 au Japon sur le label Sonic Groove, deux mois et demi seulement après le précédent album du groupe, Bridge, et deux ans après son précédent album live Speed Memorial Live. Il atteint la 15e place du classement des ventes de l'Oricon, et reste classé pendant quatre semaines ; il est alors l'album le moins vendu du groupe.
L'album sort à l'occasion d'une nouvelle reformation temporaire de SPEED (séparé en mars 2000, reformé ponctuellement en 2001) en support de l'organistion caritative internationale Save the Children, pour laquelle le groupe a sorti en quelques mois deux nouveaux singles (Be My Love en août 2003, et le double face A Walking in the Rain / Stars to Shine Again en novembre), et deux albums (Bridge, et donc Best Hits Live).
Il contient quinze titres, enregistrés en public lors d'un des concerts de la tournée de charité donné par le groupe l'année précédente. Sont interprétées à cette occasion les chansons-titres de la plupart des singles du groupe (seules manquent celles de Precious Time et One More Dream), une de leurs faces B, et une autre chanson tirée d'un album.

## Liste des titres
Toutes les chansons sont écrites et composées par Hiromasa Ijichi, sauf n°8 et 10.
| 1.  | Be My Love                                                | 13e single / album Bridge              | 4:51 |
| 2.  | Go! Go! Heaven                                            | 3e single / album Starting Over        | 5:13 |
| 3.  | Steady (STEADY)                                           | 2e single / album Starting Over        | 5:16 |
| 4.  | All My True Love (ALL MY TRUE LOVE)                       | 8e single / compilation Moment         | 5:21 |
| 5.  | Snow Kiss (Unplugged)                                     | De l'album Carry On My Way             | 4:17 |
| 6.  | My Graduation (Unplugged) (my graduation ...)             | 6e single / album Rise                 | 4:53 |
| 7.  | Alive (ALIVE)                                             | 7e single / compilation Moment         | 5:08 |
| 8.  | Walking in the Rain (Walking in the rain)                 | Co-face A du 14e single / album Bridge | 4:56 |
| 9.  | Long Way Home                                             | 11e single / album Carry On My Way     | 5:12 |
| 10. | Stars to Shine Again (Stars to shine again)               | Co-face A du 14e single / album Bridge | 4:03 |
| 11. | Body & Soul                                               | 1er single / album Starting Over       | 4:45 |
| 12. | White Love                                                | 5e single / album Rise                 | 5:35 |
| 13. | Breakin' Out to the Morning (Breakin' out to the morning) | 10e single / album Carry On My Way     | 4:25 |
| 14. | Wake Me Up!                                               | 4e single / album Rise                 | 5:39 |
| 15. | Nettaiya (熱帯夜)                                         | Face B du 4e single / album Rise       | 3:10 |

## Musiciens
- Guitare : Ichiro Hada
- Basse : Tomohito Aoki
- Batterie : Nobuo Eguchi
- Claviers : Yasutaka Mizushima
- Saxophone : Yoshinari Takegami
- Chœurs : Kaori Nishina, Masato Nakamura
- Direction : Yoshinobu Obara
- Mixage : Koji Morimoto